# Dirphia impar
Dirphia impar är en fjärilsart som beskrevs av Walker 1855. Dirphia impar ingår i släktet Dirphia och familjen påfågelsspinnare. Inga underarter finns listade i Catalogue of Life.